# Jenő Dsida
Jenő Dsida (Szatmárnémeti, 17 maggio 1907 – Cluj-Napoca, 7 giugno 1938) è stato un poeta e traduttore ungherese.

## Biografia
Il poeta nacque in Transilvania, a Szatmárnémeti. Suo padre, Aladár Dsida, era un ufficiale del genio militare dell'esercito austro-ungarico. Sua madre, Margit Csengeri Tóth viveva a Beregszász prima del matrimonio. Durante la prima guerra mondiale suo padre cadde prigioniero in Russia, suo zio, con il nome del quale era stato battezzato, fu ucciso sul campo di battaglia galiziano. Dopo la guerra la famiglia entrò in crisi economica, e il padre dovette cercare un lavoro civile. Jenő studiò a Beregszász, Szatmárnémeti e Budapest. Sin dall'infanzia voleva diventare poeta.
Fu lo scrittore Elek Benedek a scoprire il suo talento letterario e ad avviarlo alla carriera di poeta. Tra il 1923 e il 1927 sulla rivista Cimbora vennero pubblicate le sue poesie e traduzioni letterarie. Nel 1925, cedendo alla pressione dei genitori, si iscrisse alla Facoltà di Legge dell'Università di Cluj-Napoca, ma non si laureò mai. Sposò l'amore della sua vita, Melinda Imbery, nel 1937. Varie poesie e lettere testimoniano l'intensità del loro amore.
Jenő soffriva di gravi problemi cardiaci. Nel 1938, a causa di un grave raffreddore, trascorse vari mesi in ospedale per curarsi, ma alla fine i medici non riuscirono a salvarlo. Morì all'età di 31 anni, il 7 giugno 1938.

## Ruolo nella vita pubblica
Da 1927 fu redattore della rivista letteraria Pásztortűz, dall'anno successivo lavorò anche come istitutore privato presso una famiglia nobiliare ad Abafája. Collaborò con varie riviste transilvane, come l’Erdélyi Helikon, Erdélyi Lapok, Erdélyi Fiatalok e Keleti Újság, contemporaneamente fece parte di varie associazioni di scrittori.
Tradusse diverse opere letterarie, come ad esempio poesie cinesi e alcune opere di Ada Negri.

## Ars poetica
Secondo Béla Pomogáts ”La personalità di Jenő Dsida si distingueva in maniera stridente da quella di coloro che professavano un'acre ostilità nei confronti della storia. Egli non voleva litigare con il destino, voleva solo cantare: cantare della natura, dell'amore e della gioventù, come i tardoromantici. Giunse alla letteratura come un angelo adolescente, con la sua inebriante giovinezza, i biondi capelli fluttuanti, pieno di entusiasmo e di fiducia di se stesso.” La maggior parte delle sue liriche sono allegre, ricche di virtuosistici giochi rimici e ritmici, intrise di un malinconico senso della vita, e sono composte con l'intento di proclamare la bellezza e la bontà del mondo. ".
L'umore melanconico nelle sue opere è dovuto alla trattato del Trianon e della sua malattia cardiaca. Fu il poeta non solo delle passioni, ma anche della compassione. I suoi temi ricorrenti sono la paura dalla morte, l'amore e la devozione cristiana.
Volle che la sua poesia più conosciuta, la Psalmus Hungaricus, fosse dimenticata per sempre. Durante il regime comunista non venne pubblicata, e tanti pensarono che la sua esistenza fosse solo una leggenda.

## Opere
- Leselkedő magány, 1928
- Nagycsütörtök, 1933
- Angyalok citeráján, 1938
- Jövendő havak himnusza, 1923-27
- Rettenetes virágének, 1928-1938
- Séta egy csodálatos szigeten, (articoli, novelle, lettere), Bucarest, 1992.
- Magyar karaván Itálián keresztül, Budapest, 2006. - romanzo autobiografico nel quale descrive il suo viaggio in Italia
- Légy már legenda (tutte le opere e traduzioni), Budapest, 2005.